# Lenzspitze
La Lenzspitze (ou Südlenz), culminant à 4 294 m, est un sommet du massif des Mischabels, dans les Alpes valaisannes ce qui en fait le 22e plus haut sommet des Alpes. 
Le collectionneur de 4 000 Karl Blodig s'est fait lyrique en évoquant la Lenzspitze telle une séductrice : « Qui contemple sa sublime beauté est pris d'une incontrôlable envie de la conquérir. Nul caprice de la nature ne rompt l'équilibre parfait de sa silhouette. »

## Toponymie
Lenzspitze signifie en allemand le « pic du printemps ». Dans la vallée de Saas, on l'appelle également « Südlenz ».

## Géographie

### Situation
La Lenzspitze est un des sommets des huit sommets de plus de 4 000 m composant la crête du massif des Mischabels qui sépare la vallée de Saas de la vallée de Zermatt.
Il est très proche du Nadelhorn (4 293 m), son alter ego rocheux au nord, ce qui explique que l'on fasse fréquemment la traversée de ces deux sommets du sud au nord ou inversément.

### Géologie
La Lenzsptize est constituée de gneiss renommé pour sa couleur rouge-orange sur la ligne faîtière qui le relie au Nadelhorn. Il fait partie de la nappe Siviez-Mischabel qui s'étend jusqu'au Dom des Mischabel.

## Premières ascensions/descente
- août 1870 : face nord-est puis arête nord-ouest par Clinton Thomas Dent avec les guides Alexandre Burgener et Franz Burgener.
- 3 août 1882 : arête nord-est par les guides Ambros Supersaxo, Theodor Andenmatten et William Woodman Graham.
- juillet 1894 : traversée Lenzspitze-Nadelhorn par le guide Alexander Burgener et Moriz Von Kuffner.
- 7 juillet 1911 : face nord-nord-est par les guides Oskar et Otmar Supersaxo et Dietrich von Bethmann-Hollweg.
- 22 juillet 1972 : descente à ski de la face nord-nord-est par Heini Hölzer.

## Alpinisme
- arête sud (voie normale) cotée AD- depuis la cabane du Dom (2 937 m).
- arête est-nord-est (voie normale) et traversée vers le Nadelhorn (en passant par le Nadeljoch), cotée AD depuis la cabane des Mischabels (3 336 m).
- face nord-nord-est glaciaire haute de 500 m (paroi des trois ânes) cotée D depuis la cabane des Mischabels (3 336 m).